# Università Paris-Cité
L'Università Paris-Cité (in francese Université Paris-Cité) è un istituto pubblico d'istruzione universitaria francese.
Nata nel 2019 per fusione delle università cittadine Cartesio e Diderot, nonché con l'integrazione dell'Institut de physique du globe de Paris.
È stata creata con il nome di Università di Parigi (in francese Université de Paris) ma è stata rinominata Paris-Cité nel marzo del 2022 a seguito di una decisione del Consiglio di Stato.
Ha sede nel VI arrondissement di Parigi al boulevard Saint-Germain.
Nel 2021 figura come 14ª miglior giovane università nella classifica del Times Higher Education e 65º secondo ARWU.

## Struttura
L'Università di Parigi è un'istituzione pubblica a carattere scientifico, culturale e professionale. Fornisce insegnamenti in diritto, economia, scienze sociali e umane, tecnologia e medicina. Essa consta di tre facoltà:
- la Facoltà di sanità (Faculté de santé);
- la Facoltà di scienze (la Faculté des sciences);
- la Facoltà di scienze sociali e umane (Faculté des sociétés et humanités).

## Classifiche internazionali
A livello internazionale secondo la classifica di Shanghai del 2021:
- 12ª università mondiale di scienze della Terra;
- 21ª università mondiale nel settore farmaceutico;
- 22ª università mondiale di matematica;
- 24ª università mondiale di fisica;
- 37ª università mondiale di biologia umana;
- 41ª università mondiale di medicina clinica;
- 47ª università mondiale in odontoiatria.